# A Sheen bolygója epizódjainak listája
A Sheen bolygója egy Amerikai CGI-animációs sorozat ami 2010-ben indult, és a 2002-es Jimmy Neutron kalandjai spin-offja. A sorozatnak 26 epizódja készült amit a Nickelodeon adott. A Sheen bolygója Amerikában 2010. október 2-án mutatták be.
Magyarországon 2012. augusztus 1-jén mutatta be a Nickelodeonon a sorozat első 13 részét. Október 29-től lekerült a műsorról.

## Epizódok

### 1. évad
| #  | Magyar cím                  | Eredeti cím                          | Leírás | Eredeti Bemutató     | Magyar Bemutató      |
| 1  | Fura földi ficere           | Pilot                                | Sheen Estevez miután ellopta Jimmy Neutron rakétáját, a Zeenu bolygón landol ahol a Zeenunianok laknak. Sheen lerombolja az egyik lakó Hangyás házát aki emiatt bosszút esküszik. Miután Sheen haza akart menni szétesett az űrhajója, ezért amíg meg nem javítják, itt marad ezen a bolygón. Sheen elindul a legveszélyesebb szörny a Chocktow legyőzésére.                                 | 2010. október 2.     | 2012. augusztus 1.   |
| 2  | Pusztító póni               | Is This Cute?                        | Borak a pusztító jön látogatóba, ezért Hangyás Doppyt arra utasította hogy Sheen illemtanára legyen. Miután eljön kiderül róla hogy egy póni, és az orrával beszippantja Sheent. | 2010. október 9.     | 2012. augusztus 2.   |
| 2  | Buli bóléval                | The Boy Next Dorkus                  | Sheen nagy házibulit rendez a házában, miközben Hangyás ugyanezt csinálja, de miközben Sheennel sokan vannak Hangyásnál kevesebben. A Császár eldönti, melyik buli a jobb. | 2010. október 9.     | 2012. augusztus 2.   |
| 3  | Csörtető csorda             | What's Up Chock?                     | Assifa sehol sem találja Chock Chockot, de kiderült, hogy egy csorda Chocktow közé ment, mert szerelmes lett. | 2010. október 16.    | 2012. augusztus 3.   |
| 3  | Vitézi viadal               | Joust Friends                        | Oom hercegnő megaféltékeny expasija jön, hogy megvívjon Sheennel, amiért "elvette" tőle a barátnőjét. | 2010. október 16.    | 2012. augusztus 3.   |
| 4  | Nagyon nagy nap             | Sheen for a Day                      | Sheen szeretne magának egy napot, ezért csinál egy esernyős fejfedőt. | 2012. szeptember 20. | 2012. szeptember 12. |
| 4  | Hangyás haláli húzásai      | Well Bread Man                       | Sheen szeretne egy kenyéren repülni pár szörny felett, de ehhez férfinak kell lennie. | 2012. szeptember 20. | 2012. szeptember 12. |
| 5  | Kíméletlen kezelés          | Cutting the Ultra-Cord               | Mindenki aggódik Sheen miatt, de senki nem tudja mitől viselkedik furcsán. Kiderül, hogy Sheennek hiányzik Ultra Lord. | 2010. november 28.   | 2012. augusztus 9.   |
| 5  | A majmom védelmében         | Trial by Jerry                       | A császár kedvenc madara eltűnik, és Nesmithet gyanúsítják a megevésével. Sheen megismerteti a bolygót a bírósági tárgyalással. | 2010. november 28.   | 2012. augusztus 9.   |
| 6  | Rivális rekorderek          | Keeping Up with the Gronzes          | Sheen rekordokat dönt, amikor 3 rekorder tűnik fel, így ők és Sheen vetélkednek, ki épít magasabb könyvtornyot. | 2010. november 13.   | 2012. augusztus 14.  |
| 6  | Lepényre lesve              | Torzilla                             | Sheen nem tud megbarátkozni a Zeenui kajával, ezért az űrhajóban egy lepénydarabot keres, amit épp evett, hogy eláshassa, de egy lepényszörny lett belőle. | 2010. október 23.    | 2012. augusztus 14.  |
| 7  | Ütődött ünnepek             | Thanksgetting                        | Sheen megismerteti a bolygót az ünnepekkel, és hogy mindenkinek ajándékot kell adnia Sheennek. | 2010. november 13.   | 2012. augusztus 16.  |
| 7  | Grimasz grimbusz            | There's Something About Scary        | Assefa megmutatja Sheennek a harci grimaszát, ami nagyon ijesztő, és miután elijeszti vele Oom hercegnőt, arra kéri a császárt, hogy zárják be az ijesztő alakokat, így amikor Assefa ismét előszedi az ijesztő arcát, lecsukják, és Sheenek ki akarják szabadítani. | 2010. október 23.    | 2012. augusztus 16.  |
| 8  | Szikla a színen             | Act I, I Sheen                       | Sheenék egy előadást rendeznek, de Hangyás megint megpróbál mindent, hogy Sheent kiiktassa. | 2010. november 28.   | 2012. augusztus 15.  |
| 8  | Tuti termék                 | Money Suits Sheen                    | Miután Sheen meglátta a Császár pénzből varrt ruháját, felajánlotta, hogy ő is varrat neki egyet, de nincs pénze. Sheen, hogy pénzt szerezzen, boldogságot árul. | 2010. november 28.   | 2012. augusztus 15.  |
| 9  | A béke bűze                 | Washing My Sheen                     | Sheen elhatározza, hogy nem fürdik meg, és azt híreszteli a fürdéstől háború történhet. Hangyás ezt Sheen ellen fordítva bebüdösít egy felhőt. | 2012. május 28.      | 2012. augusztus 23.  |
| 9  | Rejtvénybe ragadva          | Stuck in the Riddle with You         | Doppyéket egy agynövény tartja fogságban, és csak akkor tudják kiszabadítani, ha megfejtik a rejtvényét. | 2012. május 28.      | 2012. augusztus 23.  |
| 10 | Chock csalafinta csősze     | Chock Around the Clock               | Assefa megkéri Sheent, hogy vigyázzon Chock Chockra, és ne hagyja, hogy elkóboroljon és elkapja az állatfelügyelő. Chock véletlenül belesétál a saját ketrecébe, ezért Nesmith eltereli a figyelmüket a felügyelőknek, miközben Sheen kiszabadítja Chock Chockot. Érdekesség: Sheen azt mondja, hogy ő nem Sheen, hanem Joseph "Gyere be a házba" Garcia, Jeff Garcia, Sheen eredeti hangja. | 2011. február 12.    | 2012. augusztus 28.  |
| 10 | Nyálas nyalások nyavalygása | The Oomlick Maneuver                 | Sheen megelégeli Oom hercegnő nyalifalijait, ezért segít Grishnek (Oom expasijának lásd: Vitézi Viadal), hogy visszaszerezze, és megtanuljon olyan lenni, mint Sheen. | 2011. február 12.    | 2012. augusztus 28.  |
| 11 | Üstökös ütlegelő            | Ooze on First                        | A Zeenuba hamarosan egy üstökös csapódik be, miközben Sheen megtanítja a bolygót a baseballra. | 2012. július 6.      | 2012. augusztus 30.  |
| 11 | Szörnyirtás szülőkkel       | Monster Fighting Combat Strike Force | Sheent és Doppyt kinevezi a császár szörnyirtóknak, ám Doppy szülei aggódnak miatta. | 2011. február 26.    | 2012. augusztus 30.  |
| 12 | Káprázatos kötekedés        | To Chill A Mocking Blurg             | A Zeenun felavatták Sheen szobrát, ezért Hangyás arra utasítja a madarakat, hogy sértegessék Sheent. | 2011. augusztus 17.  | 2012. szeptember 5.  |
| 12 | Majom, műsor, mágia         | Now You Sheen It                     | Sheen egy bűvészműsort rendez, azonban mindenkit elvarázsolt. | 2011. augusztus 17.  | 2012. szeptember 5.  |
| 13 | Veszedelemes vendég         | Desperate Houseguests                | Doppyék házába egy szörny jön, ezért Sheen segítségére van szükség, hogy elmenjen. | 2011. augusztus 18.  | 2012. szeptember 6.  |
| 13 | Rakéta randi                | Nesvidanya                           | Sheen és Neshmith bizonyítékot keresnek egy hegyi szörny, a Boopenfoofer létezésére, ezért Nesmithet beöltözteti. | 2011. augusztus 18.  | 2012. szeptember 6.  |
| 14 | -                           | Sheen Says                           | | 2012. szeptember 7.  | ?                    |
| 14 | -                           | Hippocratic Oaf                      | | 2012. szeptember 7.  | ?                    |
| 15 | -                           | ExpreSheenism                        | | 2012. május 12.      | ?                    |
| 15 | -                           | Gotta Go                             | | 2012. május 12.      | ?                    |
| 16 | -                           | A Well Oiled Fighting Ma-Sheen       | | 2012. június 8.      | ?                    |
| 16 | -                           | Dorkus in Chains                     | | 2012. június 8.      | ?                    |
| 17 | -                           | He Went Hataway                      | | 2012. május 25.      | ?                    |
| 17 | -                           | Tongue-Tied                          | | 2012. május 25.      | ?                    |
| 18 | -                           | Nesmith Is Spoken For                | | 2012. október 5.     | ?                    |
| 18 | -                           | Feeling Roovy                        | | 2012. október 5.     | ?                    |
| 19 | -                           | Shave the Last Dance for Me          | | 2012. október 26.    | ?                    |
| 19 | -                           | Berry Big Trouble                    | | 2012. november 2.    | ?                    |
| 20 | -                           | Scape Doat                           | | 2012. szeptember 14. | ?                    |
| 20 | -                           | Haute CuiSheen                       | | 2012. szeptember 14. | ?                    |
| 21 | -                           | MetamorphoSheen                      | | 2012. október 26.    |                      |
| 21 | -                           | MiSheen Impossible                   | | 2012. november 2.    | ?                    |
| 22 | -                           | Nightmare Sheenario                  | | 2012. november 16.   | ?                    |
| 22 | -                           | Drak-a-Bye-Baby                      | | 2012. november 16.   | ?                    |
| 23 | -                           | Sheen Racer                          | | 2012. május 11.      | ?                    |
| 23 | -                           | QuaranSheen                          | | 2012. május 11.      | ?                    |
| 24 | -                           | Breath Wish                          | | 2012. szeptember 21. | ?                    |
| 24 | -                           | Raging Belle                         | | 2012. szeptember 21. | ?                    |
| 25 | -                           | Blunderlings                         | | 2012. november 9.    | ?                    |
| 25 | -                           | Dawn of the Wedge                    | | 2012. november 9.    | ?                    |
| 26 | -                           | Banana Quest                         | | 2013. február 15.    | ?                    |